# Tanin hydrolysable

Formule développée du 1,2,3,4,6-pentagalloyl glucose.

Les tanins hydrolysables sont un type de tanins caractérisés par leur faculté d'être hydrolysés.
On en distingue deux sous-types:
- les gallotanins (exemple: pentagalloyl glucose)
- les ellagitanins (exemple: punicalagines)